# Оттензос
Оттензос (нем. Ottensoos) — община  в Германии, в Республике Бавария.
Подчиняется административному округу Средняя Франкония. Входит в состав района Нюрнберг.  Население составляет 2062 человека (на 31 декабря 2010 года). Занимает площадь 10,01 км². Региональный шифр  —  09 5 74 146. Местные регистрационные номера транспортных средств (коды автомобильных номеров) (нем. Kraftfahrzeugkennzeichen) — LAU Архивная копия от 20 августа 2016 на Wayback Machine.
Община подразделяется на 3 сельских округа.

## Население
По оценке на 31 декабря 2015 года население общины составляет 2039 чел.
| Дата      | 1840 | 1871 | 1900 | 1925 | 1939 | 1950 | 1961 | 1970 | 1987 | 2011 |
| --------- | ---- | ---- | ---- | ---- | ---- | ---- | ---- | ---- | ---- | ---- |
| Население | 655  | 838  | 905  | 955  | 1062 | 1496 | 1521 | 1608 | 1661 | 2029 |

| Год       | 1960 | 1970 | 1980 | 1990 | 2000 | 2009 | 2010 | 2011 | 2012 | 2013 | 2014 | 2015 |
| --------- | ---- | ---- | ---- | ---- | ---- | ---- | ---- | ---- | ---- | ---- | ---- | ---- |
| Население | 1407 | 1603 | 1542 | 1728 | 1995 | 2062 | 2062 | 2045 | 2051 | 2045 | 2028 | 2039 |